# Institut supérieur de management et de technologie
Pour les articles homonymes, voir MATCI.
L'Institut Supérieur de Management et de Technologie, filiale du Management And Technological Canadian Institute (MATCI). Établissement dûment autorisé par le Ministère de l’Éducation Nationale, de l’Enseignement Supérieur, de la formation des cadres et de la Recherche Scientifique, l’Institut Supérieur de Management et de Technologie couvre les domaines de formation suivants : l’administration des affaires, l’informatique, le multimédia, l’hôtellerie et le tourisme.

## Présentation de MATCI
MATCI offre des programmes de Bac+5, de Bachelor, de Certificat et de Master. Le Bac+5 est offert selon deux formules : en cours du jour pour les candidats titulaires d’un baccalauréat, et en cours du soir par cumul de certificats à l’intention d’une clientèle déjà en emploi.

Les ententes d’articulation conclues entre MATCI et ses partenaires canadiens permettront aux étudiants de profiter de programmes d’échange et de mobilité entre le Canada et le Maroc.

## Programmes

### Bac+5
MATCI offre 5 programmes de Bac+5 en Administration des Affaires:
- Marketing.
- Finance.
- Gestion des Ressources Humaines.
- Gestion des Opérations et de la Production.
- Gestion des Technologies et des Systèmes d'Information.

### Masters
- Marketing.
- Finance.
- Gestion des ressources humaines.
- Gestion des Opérations et de la Production.
- Gestion des Technologies et des Systèmes d'Information.

### Cycle supérieur
- Management des Entreprises.
- Management du Développement Durable.

### Formation Continue
MATCI accompagne les étudiants tout au long de leur carrière en mettant à leur disposition les dernières connaissances et techniques développées en Amérique du Nord, leur permettant ainsi de renforcer régulièrement leurs compétences et de maintenir leur compétitivité.

## Vie estudiantine

### BDE: Bureau des étudiants
Le Bureau des étudiants (BDE) regroupe l'ensemble des étudiants de l'institut MATCI. Il a pour objectifs d’aider à développer les aptitudes professionnelles et sociales de ses membres ainsi que de favoriser l'ouverture de ces derniers sur leur environnement, via l’organisation d’activités académiques, scientifiques, économiques, culturelles et sociales.

## Partenariats
MATCI développe ses programmes en collaboration avec des établissements canadiens. 

Des partenariats sont conclues avec les institutions suivantes :
- Collège Universel.
- Université de Sherbrooke (Programme d'échange d'étudiants).
- Téluq